# Världscupen i skidskytte 2017/2018
Världscupen i skidskytte 2017/2018 inleddes den 26 november 2017 i Östersund, Sverige. Regerande världscupsegrare från föregående säsong var Martin Fourcade, Frankrike och Laura Dahlmeier, Tyskland. 

## Tävlingsprogram
Världscupsäsongen bestod av deltävlingar på nio olika platser runtom i världen, exklusive OS. Programmet var lika för herrar och damer. 
| Plats                     | Datum                       | Distans | Sprint | Jaktstart | Masstart | Stafett | Mixstafett | Singel mixstafett |
| ------------------------- | --------------------------- | ------- | ------ | --------- | -------- | ------- | ---------- | ----------------- |
| Östersund                 | 26 november–3 december 2017 | ●       | ●      | ●         |          |         | ●          | ●                 |
| Hochfilzen                | 8–10 december 2017          |         | ●      | ●         |          | ●       |            |                   |
| Annecy - Le Grand-Bornand | 14–17 december 2017         |         | ●      | ●         | ●        |         |            |                   |
| Oberhof                   | 4–7 januari 2018            |         | ●      | ●         |          | ●       |            |                   |
| Ruhpolding                | 10–14 januari 2018          | ●       |        |           | ●        | ●       |            |                   |
| Antholz - Anterselva      | 18–21 januari 2018          |         | ●      | ●         | ●        |         |            |                   |
| Pyeongchang               | 9–25 februari 2018          | OS      | OS     | OS        | OS       | OS      | OS         | OS                |
| Kontiolax                 | 8–11 mars 2018              |         | ●      |           | ●        |         | ●          | ●                 |
| Oslo Holmenkollen         | 15–18 mars 2018             |         | ●      | ●         |          | ●       |            |                   |
| Tiumen                    | 22–25 mars 2018             |         | ●      | ●         | ●        |         |            |                   |
| Totalt                    | Totalt                      | 2       | 8      | 7         | 5        | 4       | 2          | 2                 |

## Resultat

### Herrar
| Datum                                                            | Disciplin           | Etta                 | Tvåa                   | Trea                   | Referens |
| ---------------------------------------------------------------- | ------------------- | -------------------- | ---------------------- | ---------------------- | -------- |
| 1. Världscuppremiär i Östersund, 26 november–3 december 2017     |                     |                      |                        |                        |          |
| 30 november 2017                                                 | Distans (20 km)     | Johannes Thingnes Bø | Quentin Fillon Maillet | Martin Fourcade        |          |
| 2 december 2017                                                  | Sprint (10 km)      | Tarjei Bø            | Martin Fourcade        | Erik Lesser            |          |
| 3 december 2017                                                  | Jaktstart (12,5 km) | Martin Fourcade      | Jakov Fak              | Quentin Fillon Maillet |          |
| 2. Världscupen i Hochfilzen, 8–10 december 2017                  |                     |                      |                        |                        |          |
| 8 december 2017                                                  | Sprint (10 km)      | Johannes Thingnes Bø | Martin Fourcade        | Jakov Fak              |          |
| 9 december 2017                                                  | Jaktstart (12,5 km) | Johannes Thingnes Bø | Jakov Fak              | Martin Fourcade        |          |
| 3. Världscupen i Annecy - Le Grand-Bornand, 14–17 december 2017' |                     |                      |                        |                        |          |
| 15 december 2017                                                 | Sprint (10 km)      | Johannes Thingnes Bø | Martin Fourcade        | Antonin Guigonnat      |          |
| 16 december 2017                                                 | Jaktstart (12,5 km) | Johannes Thingnes Bø | Martin Fourcade        | Anton Sjipulin         |          |
| 17 december 2017                                                 | Masstart (15 km)    | Martin Fourcade      | Johannes Thingnes Bø   | Erik Lesser            |          |
| 4. Världscupen i Oberhof, 4–7 januari 2018                       |                     |                      |                        |                        |          |
| 5 januari 2018                                                   | Sprint (10 km)      | Martin Fourcade      | Emil Hegle Svendsen    | Johannes Thingnes Bø   |          |
| 6 januari 2018                                                   | Jaktstart (12,5 km) | Martin Fourcade      | Johannes Thingnes Bø   | Tarjei Bø              |          |
| 5. Världscupen i Ruhpolding, 10–14 januari 2018                  |                     |                      |                        |                        |          |
| 10 januari 2018                                                  | Distans (20 km)     | Martin Fourcade      | Ondřej Moravec         | Johannes Thingnes Bø   |          |
| 14 januari 2018                                                  | Masstart (15 km)    | Johannes Thingnes Bø | Martin Fourcade        | Antonin Guigonnat      |          |
| 6. Världscupen i Antholz - Anterselva, 18–21 januari 2018        |                     |                      |                        |                        |          |
| 19 januari 2018                                                  | Sprint (10 km)      | Johannes Thingnes Bø | Martin Fourcade        | Arnd Peiffer           |          |
| 20 januari 2018                                                  | Jaktstart (12,5 km) | Johannes Thingnes Bø | Martin Fourcade        | Anton Sjipulin         |          |
| 21 januari 2018                                                  | Masstart (15 km)    | Martin Fourcade      | Tarjei Bø              | Erlend Bjøntegaard     |          |
| 7. Världscupen i Kontiolax, 8–11 mars 2018                       |                     |                      |                        |                        |          |
| 8 mars 2018                                                      | Sprint (10 km)      | Anton Sjipulin       | Andrejs Rastorgujevs   | Quentin Fillon Maillet |          |
| 11 mars 2018                                                     | Masstart (15 km)    | Julian Eberhard      | Martin Fourcade        | Anton Sjipulin         |          |
| 8. Världscupen i Oslo Holmenkollen, 15–18 mars 2018              |                     |                      |                        |                        |          |
| 15 mars 2018                                                     | Sprint (10 km)      | Henrik L’Abée-Lund   | Johannes Thingnes Bø   | Martin Fourcade        |          |
| 17 mars 2018                                                     | Jaktstart (12,5 km) | Martin Fourcade      | Lukas Hofer            | Johannes Thingnes Bø   |          |
| 9. Världscupen i Tiumen, 22–25 mars 2018                         |                     |                      |                        |                        |          |
| 22 mars 2018                                                     | Sprint (10 km)      | Martin Fourcade      | Simon Desthieux        | Fredrik Lindström      |          |
| 24 mars 2018                                                     | Jaktstart (12,5 km) | Martin Fourcade      | Johannes Thingnes Bø   | Lukas Hofer            |          |
| 25 mars 2018                                                     | Masstart (15 km)    | Maksim Tsvetkov      | Erlend Bjøntegaard     | Johannes Thingnes Bø   |          |

### Damer
| Datum                                                            | Disciplin          | Etta               | Tvåa                 | Trea             | Referens |
| ---------------------------------------------------------------- | ------------------ | ------------------ | -------------------- | ---------------- | -------- |
| 1. Världscuppremiär i Östersund, 26 november–3 december 2017     |                    |                    |                      |                  |          |
| 29 november 2017                                                 | Distans (15 km)    | Nadzeja Skardzina  | Synnøve Solemdal     | Julija Dzjyma    |          |
| 1 december 2017                                                  | Sprint (7,5 km)    | Denise Herrmann    | Justine Braisaz      | Julija Dzjyma    |          |
| 3 december 2017                                                  | Jaktstart (10 km)  | Denise Herrmann    | Justine Braisaz      | Marte Olsbu      |          |
| 2. Världscupen i Hochfilzen, 8–10 december 2017                  |                    |                    |                      |                  |          |
| 8 december 2017                                                  | Sprint (7,5 km)    | Darja Domratjeva   | Anastasija Kuzmina   | Dorothea Wierer  |          |
| 9 december 2017                                                  | Jaktstart (10 km)  | Anastasija Kuzmina | Kaisa Mäkäräinen     | Darja Domratjeva |          |
| 3. Världscupen i Annecy - Le Grand-Bornand, 14–17 december 2017' |                    |                    |                      |                  |          |
| 14 december 2017                                                 | Sprint (7,5 km)    | Anastasija Kuzmina | Laura Dahlmeier      | Vita Semerenko   |          |
| 16 december 2017                                                 | Jaktstart (10 km)  | Laura Dahlmeier    | Anastasija Kuzmina   | Lisa Vittozzi    |          |
| 17 december 2017                                                 | Masstart (12,5 km) | Justine Braisaz    | Iryna Krjuko         | Laura Dahlmeier  |          |
| 4. Världscupen i Oberhof, 4–7 januari 2018                       |                    |                    |                      |                  |          |
| 4 januari 2018                                                   | Sprint (7,5 km)    | Anastasija Kuzmina | Kaisa Mäkäräinen     | Veronika Vítková |          |
| 6 januari 2018                                                   | Jaktstart (10 km)  | Anastasija Kuzmina | Dorothea Wierer      | Vita Semerenko   |          |
| 5. Världscupen i Ruhpolding, 10–14 januari 2018                  |                    |                    |                      |                  |          |
| 11 januari 2018                                                  | Distans (15 km)    | Dorothea Wierer    | Kaisa Mäkäräinen     | Rosanna Crawford |          |
| 14 januari 2018                                                  | Masstart (12,5 km) | Kaisa Mäkäräinen   | Laura Dahlmeier      | Veronika Vítková |          |
| 6. Världscupen i Antholz - Anterselva, 18–21 januari 2018        |                    |                    |                      |                  |          |
| 18 januari 2018                                                  | Sprint (7,5 km)    | Tiril Eckhoff      | Laura Dahlmeier      | Veronika Vítková |          |
| 20 januari 2018                                                  | Jaktstart (10 km)  | Laura Dahlmeier    | Dorothea Wierer      | Darja Domratjeva |          |
| 21 januari 2018                                                  | Masstart (12,5 km) | Darja Domratjeva   | Anastasija Kuzmina   | Kaisa Mäkäräinen |          |
| 7. Världscupen i Kontiolax, 8–11 mars 2018                       |                    |                    |                      |                  |          |
| 9 mars 2018                                                      | Sprint (7,5 km)    | Darja Domratjeva   | Franziska Hildebrand | Lisa Vittozzi    |          |
| 11 mars 2018                                                     | Masstart (12,5 km) | Vanessa Hinz       | Lisa Vittozzi        | Anaïs Chevalier  |          |
| 8. Världscupen i Oslo Holmenkollen, 15–18 mars 2018              |                    |                    |                      |                  |          |
| 15 mars 2018                                                     | Sprint (7,5 km)    | Anastasija Kuzmina | Darja Domratjeva     | Julija Dzjyma    |          |
| 18 mars 2018                                                     | Jaktstart (10 km)  | Darja Domratjeva   | Anastasija Kuzmina   | Susan Dunklee    |          |
| 9. Världscupen i Tiumen, 22–25 mars 2018                         |                    |                    |                      |                  |          |
| 23 mars 2018                                                     | Sprint (7,5 km)    | Darja Domratjeva   | Kaisa Mäkäräinen     | Tiril Eckhoff    |          |
| 24 mars 2018                                                     | Jaktstart (10 km)  | Kaisa Mäkäräinen   | Anaïs Bescond        | Laura Dahlmeier  |          |
| 25 mars 2018                                                     | Masstart (12,5 km) | Darja Domratjeva   | Paulína Fialková     | Anaïs Chevalier  |          |

### Herrar lag
| Datum                                               | Disciplin            | Etta                                                                                  | Tvåa                                                                               | Trea                                                                                      | Referens |
| --------------------------------------------------- | -------------------- | ------------------------------------------------------------------------------------- | ---------------------------------------------------------------------------------- | ----------------------------------------------------------------------------------------- | -------- |
| 2. Världscupen i Hochfilzen, 8–10 december 2017     |                      |                                                                                       |                                                                                    |                                                                                           |          |
| 10 december 2017                                    | Stafett (4 × 7,5 km) | Norge Ole Einar Bjørndalen Henrik L’Abée-Lund Erlend Bjøntegaard Lars Helge Birkeland | Tyskland Erik Lesser Benedikt Doll Arnd Peiffer Simon Schempp                      | Frankrike Jean Guillaume Beatrix Simon Desthieux Émilien Jacquelin Quentin Fillon Maillet |          |
| 4. Världscupen i Oberhof, 4–7 januari 2018          |                      |                                                                                       |                                                                                    |                                                                                           |          |
| 7 januari 2018                                      | Stafett (4 × 7,5 km) | Sverige Martin Ponsiluoma Jesper Nelin Sebastian Samuelsson Fredrik Lindström         | Italien Thomas Bormolini Lukas Hofer Dominik Windisch Thierry Chenal               | Norge Vetle Sjåstad Christiansen Henrik L’Abée-Lund Lars Helge Birkeland Tarjei Bø        |          |
| 5. Världscupen i Ruhpolding, 10–14 januari 2018     |                      |                                                                                       |                                                                                    |                                                                                           |          |
| 12 januari 2018                                     | Stafett (4 × 7,5 km) | Norge Lars Helge Birkeland Tarjei Bø Emil Hegle Svendsen Johannes Thingnes Bø         | Frankrike Simon Desthieux Quentin Fillon Maillet Martin Fourcade Antonin Guigonnat | Ryssland Aleksej Volkov Maksim Tsvetkov Anton Babikov Anton Sjipulin                      |          |
| 8. Världscupen i Oslo Holmenkollen, 15–18 mars 2018 |                      |                                                                                       |                                                                                    |                                                                                           |          |
| 18 mars 2018                                        | Stafett (4 × 7,5 km) | Norge Lars Helge Birkeland Henrik L’Abée-Lund Tarjei Bø Johannes Thingnes Bø          | Österrike Dominik Landertinger Felix Leitner Simon Eder Julian Eberhard            | Ryssland Maksim Tsvetkov Anton Babikov Dmitrij Malysjko Anton Sjipulin                    |          |

### Damer lag
| Datum                                               | Disciplin          | Etta                                                                           | Tvåa                                                                         | Trea                                                                      | Referens |
| --------------------------------------------------- | ------------------ | ------------------------------------------------------------------------------ | ---------------------------------------------------------------------------- | ------------------------------------------------------------------------- | -------- |
| 2. Världscupen i Hochfilzen, 8–10 december 2017     |                    |                                                                                |                                                                              |                                                                           |          |
| 10 december 2017                                    | Stafett (4 × 6 km) | Tyskland Vanessa Hinz Franziska Hildebrand Maren Hammerschmidt Laura Dahlmeier | Ukraina Vita Semerenko Julija Dzjyma Valj Semerenko Olena Pidhrusjna         | Frankrike Marie Dorin Habert Celia Aymonier Justine Braisaz Anaïs Bescond |          |
| 4. Världscupen i Oberhof, 4–7 januari 2018          |                    |                                                                                |                                                                              |                                                                           |          |
| 7 januari 2018                                      | Stafett (4 × 6 km) | Frankrike Anaïs Bescond Anaïs Chevalier Celia Aymonier Justine Braisaz         | Tyskland Vanessa Hinz Denise Herrmann Franziska Preuß Maren Hammerschmidt    | Sverige Linn Persson Anna Magnusson Elisabeth Högberg Mona Brorsson       |          |
| 5. Världscupen i Ruhpolding, 10–14 januari 2018     |                    |                                                                                |                                                                              |                                                                           |          |
| 13 januari 2018                                     | Stafett (4 × 6 km) | Tyskland Franziska Preuß Denise Herrmann Franziska Hildebrand Laura Dahlmeier  | Italien Lisa Vittozzi Dorothea Wierer Nicole Gontier Federica Sanfilippo     | Sverige Linn Persson Mona Brorsson Anna Magnusson Hanna Öberg             |          |
| 8. Världscupen i Oslo Holmenkollen, 15–18 mars 2018 |                    |                                                                                |                                                                              |                                                                           |          |
| 17 mars 2018                                        | Stafett (4 × 6 km) | Frankrike Anaïs Chevalier Celia Aymonier Marie Dorin Habert Anaïs Bescond      | Tyskland Maren Hammerschmidt Denise Herrmann Franziska Preuß Laura Dahlmeier | Italien Lisa Vittozzi Dorothea Wierer Nicole Gontier Federica Sanfilippo  |          |

### Mix
| Datum                                                        | Disciplin                       | Etta                                                                                    | Tvåa                                                                       | Trea                                                                    | Referens |
| ------------------------------------------------------------ | ------------------------------- | --------------------------------------------------------------------------------------- | -------------------------------------------------------------------------- | ----------------------------------------------------------------------- | -------- |
| 1. Världscuppremiär i Östersund, 26 november–3 december 2017 |                                 |                                                                                         |                                                                            |                                                                         |          |
| 26 november 2017                                             | Stafett singel                  | Österrike Lisa Hauser Simon Eder                                                        | Tyskland Vanessa Hinz Erik Lesser                                          | Kazakstan Galina Visjnevskaja Maxim Braun                               |          |
| 26 november 2017                                             | Stafett (2 × 6 km + 2 × 7,5 km) | Norge Ingrid Landmark Tandrevold Tiril Eckhoff Johannes Thingnes Bø Emil Hegle Svendsen | Italien Lisa Vittozzi Dorothea Wierer Dominik Windisch Lukas Hofer         | Tyskland Franziska Preuß Maren Hammerschmidt Benedikt Doll Arnd Peiffer |          |
| 7. Världscupen i Kontiolax, 8–11 mars 2018                   |                                 |                                                                                         |                                                                            |                                                                         |          |
| 10 mars 2018                                                 | Stafett singel                  | Frankrike Anaïs Chevalier Antonin Guigonnat                                             | Österrike Lisa Hauser Julian Eberhard                                      | Norge Marte Olsbu Johannes Thingnes Bø                                  |          |
| 10 mars 2018                                                 | Stafett (2 × 6 km + 2 × 7,5 km) | Italien Lisa Vittozzi Dorothea Wierer Dominik Windisch Lukas Hofer                      | Ukraina Anastasija Merkusjyna Vita Semerenko Artem Pryma Dmytro Pidrutjnyj | Norge Synnøve Solemdal Tiril Eckhoff Henrik L’Abée-Lund Tarjei Bø       |          |

### Fotnoter
1. ↑  ”Sportåret 2017” (på svenska). Sportbladet. 4 januari 2017. http://www.aftonbladet.se/sportbladet/a/Ee3nl/sportaret-2017--alla-datum-att-ha-koll-pa. Läst 16 juli 2017.
2. ↑  ”BMW IBU WORLD CUP BIATHLON” (på engelska). http://www.biathlonworld.com/competitions/world-cup/calendar#/event-0. Läst 19 augusti 2017.